# Rhytiphora piperitia
Rhytiphora piperitia är en skalbaggsart som först beskrevs av Hope 1841.  Rhytiphora piperitia ingår i släktet Rhytiphora och familjen långhorningar. Inga underarter finns listade i Catalogue of Life.